# Tefik Mborja
Tefik Selim Mborja (ur. 6 listopada 1891 we wsi Mborje k. Korczy, zm. 1 lipca 1954 w Burrelu) – albański polityk i prawnik.

## Życiorys
Pochodził z zamożnej rodziny muzułmańskiej. Studiował prawo w Rzymie, gdzie poznał przyszłego ministra spraw zagranicznych Włoch – Galeazzo Ciano. W latach 1921–1923 związany politycznie z Fanem Nolim zasiadał w parlamencie albańskim. W 1924 reprezentował rząd rewolucyjny Fana Noliego w Rzymie. W tym czasie z inicjatywy rządu podjął rozmowy z posłem sowieckim Konstantinem Jureniowem dotyczące ewentualnego uznania państwa sowieckiego przez Albanię. W tym okresie zaprzyjaźnił się z rodziną Ciano, co miało istotny wpływ na jego późniejszą karierę polityczną.
Po upadku Noliego, Mborja wyjechał z kraju i związał się z organizacją KONARE (Komitet Narodowo-Rewolucyjny), sprzeciwiającą się rządom Ahmeda Zogu w Albanii. Za działalność antypaństwową Mborja został skazany na karę śmierci in absentia przez władze albańskie, ale w 1928 objęła go amnestia. Powrócił do Albanii i w 1932 został ponownie wybrany deputowanym do parlamentu z okręgu Korcza.
W 1939 po agresji włoskiej na Albanię otrzymał stanowisko prefekta Korczy. 16 kwietnia 1939 był członkiem delegacji albańskiej, która udała się do Rzymu, aby prosić króla Włoch Wiktora Emanuela III o przyjęcie korony albańskiej. Dzięki poparciu ze strony Galeazzo Ciano i Achille Starace otrzymał funkcję sekretarza generalnego Albańskiej Partii Faszystowskiej, którą kierował do grudnia 1941. Z racji funkcji zasiadał w pro-włoskim rządzie albańskim jako minister stanu. W 1941 po upadku rządu Shefqeta Verlaciego wycofał się z życia politycznego.
Po zakończeniu wojny schwytany przez komunistów, w kwietniu 1945 stanął przed sądem wojskowym pod zarzutem kolaboracji. Skazany na karę śmierci, potem zmieniono mu karę na 30 lat więzienia. Zmarł w trakcie odbywania kary w więzieniu w Burrelu, prawdopodobnie w wyniku otrucia.
Był żonaty (żona Naxhie).